# Чемпіонат світу з фехтування 2011
Чемпіонат світу з фехтування 2011 року пройшов у Катанії, Італія, з 8 по 16 жовтня під егідою Міжнародної федерації фехтування. На турнірі розігрується 12 комплектів нагород: в індивідуальному та командному першостях із фехтування на шпагах, рапірах та шаблях серед чоловіків та жінок.

## Медальний залік
| Місце   | Країна         | Золото | Срібло | Бронза | Загалом |
| ------- | -------------- | ------ | ------ | ------ | ------- |
| 1       | Італія         | 4      | 3      | 4      | 11      |
| 2       | Росія          | 4      | 0      | 1      | 5       |
| 3       | КНР            | 2      | 2      | 0      | 4       |
| 4       | Франція        | 1      | 1      | 1      | 3       |
| 5       | Румунія        | 1      | 0      | 2      | 3       |
| 6       | США            | 0      | 1      | 2      | 3       |
| 7       | Німеччина      | 0      | 1      | 1      | 2       |
| 7       | Україна        | 0      | 1      | 1      | 2       |
| 9       | Білорусь       | 0      | 1      | 0      | 1       |
| 9       | Угорщина       | 0      | 1      | 0      | 1       |
| 9       | Нідерланди     | 0      | 1      | 0      | 1       |
| 12      | Південна Корея | 0      | 0      | 4      | 4       |
| 13      | Швейцарія      | 0      | 0      | 2      | 2       |
| Загалом | Загалом        | 12     | 12     | 18     | 42      |

## Змагання чоловіків
| Вид                  | Золото                                                                 | Срібло                                                                         | Бронза                                                                    |
| -------------------- | ---------------------------------------------------------------------- | ------------------------------------------------------------------------------ | ------------------------------------------------------------------------- |
| Індивідуальна шпага  | Паоло Піццо (ITA)                                                      | Бас Вервейлен (NED)                                                            | Фабіан Каутер (SUI) Пак Гьон Ду (KOR)                                     |
| Командна шпага       | Франція Ронан Гюстен Готьє Грум'є Жан-Мішель Люсене Яннік Борель       | Угорщина Геза Імре Шомфай Петер Габор Божко Сеньї Петер                        | Швейцарія Фабіан Каутер Беньямін Штеффен Макс Хайнцер Флоріан Штауб       |
| Індивідуальна рапіра | Андреа Кассара (ITA)                                                   | Валеріо Аспромонте (ITA)                                                       | Джорджо Авола (ITA) Віктор Сентес (FRA)                                   |
| Командна рапіра      | КНР Чжан Лянлян Лей Шен Чжу Чзун Ма Цзяньфей                           | Франція Марсель Марсіллу Віктор Сентес Ерван Ле Пешу Бріс Гюяр                 | Німеччина Себастьян Бахманн Петер Йоппіх Беньямін Клейбрінк Андре Весельс |
| Індивідуальна шабля  | Альдо Монтано (ITA)                                                    | Ніколас Лімбах (GER)                                                           | Ку Бон Гіль (KOR) Луїджі Тарантіно (ITA)                                  |
| Командна шабля       | Росія Ковальов Микола Веніамін Решетніков Олексій Якименко Павло Биков | Білорусь Валерій Приємко Олександр Буйкевич Дмитро Лапкес Олексій Лихачевський | Італія Дієго Окк'юцці Альдо Монтано Джанп'єро Пасторе Луїджі Тарантіно    |

## Змагання жінок
| Event                | Золото                                                                    | Срібло                                                                       | Бронза                                                                        |
| -------------------- | ------------------------------------------------------------------------- | ---------------------------------------------------------------------------- | ----------------------------------------------------------------------------- |
| Індивідуальна шпага  | Лі На (CHN)                                                               | Сунь Юйцзє (CHN)                                                             | Ана Бринзе (ROU) Анча Мерою (ROU)                                             |
| Командна шпага       | Румунія Анча Мерою Лоредана Діну Сімона Александру Ана Бринзе             | КНР Ло Сяоцзюань Лі На Сунь Юйцзє Сюй Аньці                                  | Італія Росселла Ф'ямінго Мара Наваррія Наталі Мелльгаузен Б'янка Дель Каретто |
| Індивідуальна рапіра | Валентіна Веццалі (ITA)                                                   | Еліза ді Франциска (ITA)                                                     | Лі Кіфер (USA) Нам Хьон Хий (KOR)                                             |
| Командна рапіра      | Росія Дериглазова Інна Шанаєва Аїда Коробейникова Лариса Ламонова Євгенія | Італія Аріанна Ерріго Валентіна Веццалі Еліза ді Франциска Іларія Сальваторі | Південна Корея Lee Hye-Sun Нам Хьон Хий Чон Хий Сук Чон Гір Ок                |
| Індивідуальна шабля  | Софія Велика (RUS)                                                        | Маріель Загуніс (USA)                                                        | Юлія Гаврилова (RUS) Ольга Харлан (UKR)                                       |
| Командна шабля       | Росія Катерина Дяченко Софія Велика Юлія Гаврилова Діна Галякбарова       | Україна Хомрова Олена Пундик Галина Харлан Ольга Жовнір Ольга                | США Ібтіхадж Мухаммад Маріель Загуніс Дагмара Возняк Дарія Шнайдер            |